# Nigel Hitchin
Nigel James Hitchin (Holbrook, 2 agosto 1946) è un matematico britannico, conosciuto per i suoi contributi in geometria differenziale, geometria algebrica e fisica matematica.

## Riconoscimenti
- 1990 Premio Berwick
- 1991 Eletto membro della Royal Society
- 2000 Medaglia Sylvester
- 2002 Premio Pólya